# Enciclopedia Pears
Pears Cyclopaedia (Enciclopedia Pears) es una enciclopedia en un solo volumen, publicada en el Reino Unido desde 1897 hasta el año 2017. Thomas J. Barratt tuvo la idea de editar la Pears Shilling Cyclopaedia ("Enciclopedia Pears de un chelín") como vehículo publicitario de la marca de Jabón Pears en diciembre de 1897, con ocasión del Jubileo de Diamante (50 años en el trono) de la Reina Victoria de Inglaterra.

## Primera Edición (1897)

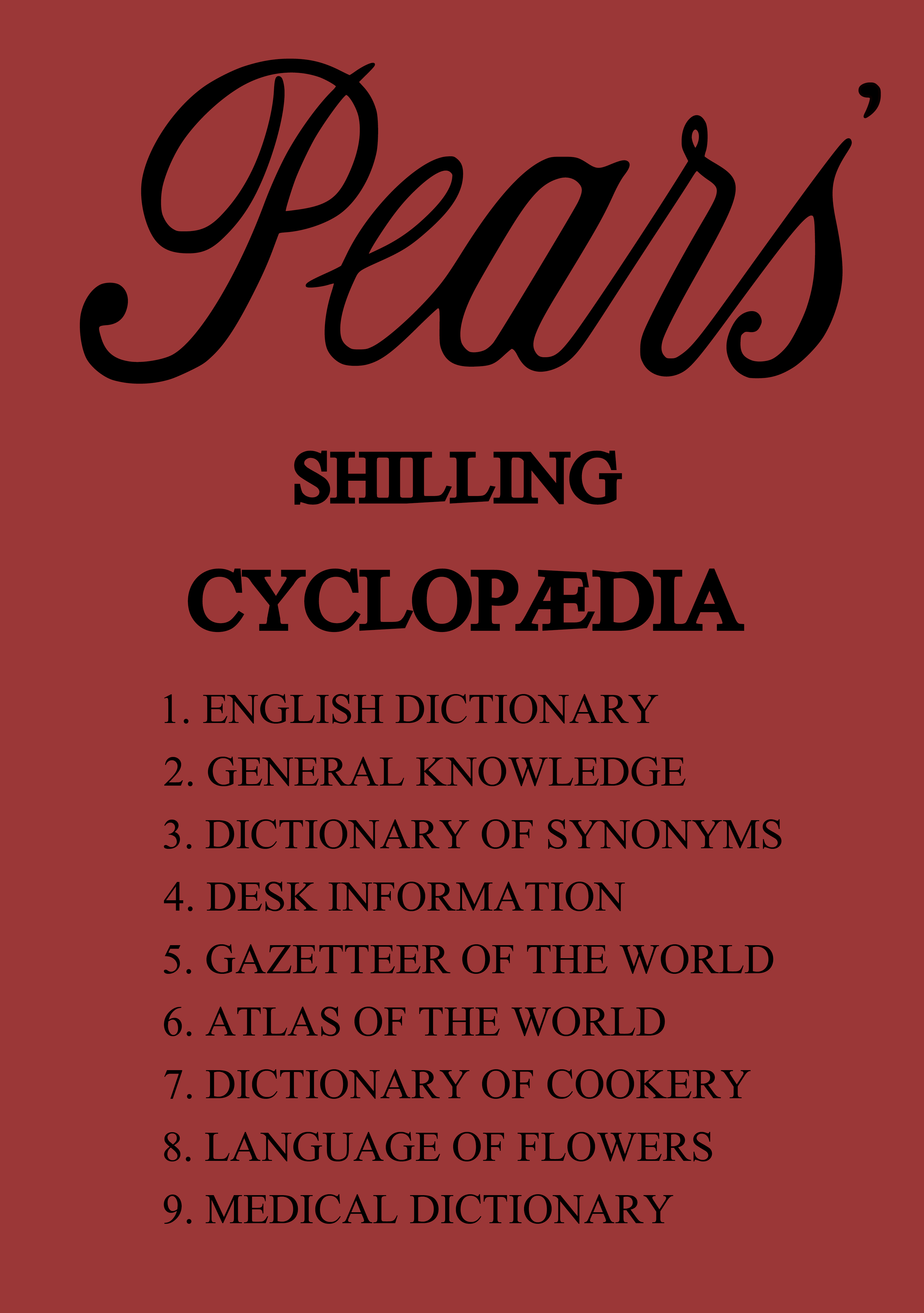
Portada de la Primera Edición de la Enciclopedia Pears (1897)

La primera edición marcó la línea de trabajo que se ha continuado durante el resto de las ediciones. Incluía nueve secciones:
1. Diccionario de inglés
2. Conocimientos generales
3. Diccionario de sinónimos
4. Informaciones útiles
5. Nomenclátor mundial
6. Atlas mundial
7. Diccionario de cocina
8. Lenguaje de las flores
9. Diccionario médico

Estas nueve secciones son un fiel reflejo de las inquietudes del ciudadano medio con un cierto nivel de formación de la época victoriana. En ediciones posteriores, el temario se fue adaptando a los cambios de la sociedad a la que la publicación iba dirigida. Así, por ejemplo, la sección "Lenguaje de las flores" (de reminiscencias decimonónicas), se transformó con posterioridad en un mucho más funcional diccionario de jardinería.

## Ediciones posteriores
Hasta 1953 se publicó anualmente. La 58.ª edición, lanzada en el otoño de 1948, indicaba que "Este libro es publicado anualmente"; aun así, la 61.ª edición no fue publicada hasta 1953, y la 60ª se publicó en 1950. Con anterioridad a la 58.ª edición, se publicaba "cuando la demanda lo requería", lo que significó que en algunos años se publicasen tres ediciones y en otros periodos pasara más de un año entre ediciones. La edición de 2015-2016 es la 124ª edición, publicada en agosto de 2015.
En general, todas las ediciones presentan como núcleo de la información un atlas, un nomenclátor, una lista de personas destacadas (pasadas y presentes), una enciclopedia en miniatura con información general, y una lista cronológica de acontecimientos. Además, cada edición en particular presenta una recopilación adicional de alrededor de una docena o más de otras secciones, con temas especializados en cocina, mitología clásica, jardinería, etc. La selección de estos temas rota año tras año.

## Edición final (año 2017)
La última página de la edición final resume "La Historia de Pears, 1897-2017" y concluye: El factor más importante en la historia de éxito de Pears, y la clave de su fenómeno editorial verdaderamente único, es que es [fue] el único libro de este tipo que un equipo de expertos revisa y actualiza íntegramente cada año. Escuelas y colegios, oficinas y bibliotecas, estudiantes e investigadores, periódicos, emisoras de radio y televisión, para todas estas personas y muchas más, para quienes se necesitan datos fiables y fácilmente accesibles al alcance de sus dedos, la Enciclopedia Pears siguió siendo un compañero de valor inestimable. Ahora, la disponibilidad inmediata de información electrónica ha hecho que la obra de referencia impresa ya no sea comercialmente competitiva. Eso es un progreso. Pero muchos lamentarán la desaparición de un libro famoso que, en su apogeo, se había convertido no solo en una institución nacional, sino también en el camino fiable para las sucesivas generaciones de familias de clase trabajadora hacia una mejor educación.